# Saeid Mollaei
Saeid Mollaei (Teerã, 5 de janeiro de 1992) é um judoca mongol, medalhista olímpico.

## Carreira
Mollaei esteve nos Jogos Olímpicos de Verão de 2020 em Tóquio, onde participou do confronto de peso meio-médio, conquistando a medalha de prata após disputa contra o japonês Takanori Nagase.